# Zaina Bouzerrade
Zaina Bouzerrade, née le 29 juillet 2002 à IJsselstein (Pays-Bas), est une footballeuse internationale marocaine évoluant au poste de défenseur au PEC Zwolle.

## Biographie

### Carrière en club
Formée à l'Ajax Amsterdam, elle dispute ses premiers matchs en Eredivisie lors de la saison 2020/2021.
Après avoir disputé ses premières minutes en première division, elle est contrainte de changer de club pour bénéficier de plus de temps de jeu.
Durant l'été 2022, elle signe au PEC Zwolle, qui évolue également en Eredivisie.

#### Avec PEC Zwolle (2022-)
Après avoir pris part à la pré-saison, Zaina Bouzerrade dispute son premier match le 23 septembre 2022 contre le champion en titre, Twente, à l'occasion de la première journée de l'Eredivisie. Titularisée lors de ce match, son équipe s'incline sévèrement sur le score de 6-0.

### Carrière internationale

#### Équipes des Pays-Bas (Jeunes)
Le 8 février 2018, elle est convoquée en équipe des Pays-Bas -16 ans pour prendre part à un tournoi au Portugal.
Le 14 mai 2019, elle atteint la finale de l'Euro 2019 -17 ans avec l'équipe des Pays-Bas -17 ans contre son homologue espagnole (match nul, 1-1 ; défaite 2-3 aux penaltys).

#### Équipe du Maroc -23 ans
Elle est sélectionnée par Stéphane Nado pour prendre part à deux matchs amicaux avec l'équipe du Maroc des -23 ans qui vient de voir le jour, contre le Cameroun les 6 et 9 avril 2023 au Complexe Mohammed VI.

#### Équipe du Maroc
Elle honore sa première sélection avec l'équipe du Maroc le 10 juin 2021, à l'occasion d'un match amical contre l'équipe du Mali, sous la houlette de l'entraîneur Reynald Pedros (victoire 3-0). Lors de ce match, elle est titularisée avant de céder sa place à la 78e minute à Rkia Mazrouai.